# 타락천사 (그림)
《타락천사》(프랑스어: L'Ange déchu, 영어: The Fallen Angel)는 프랑스의 화가 알렉상드르 카바넬의 그림이다. 이 그림은 1847년 카바넬이 24세 때 그린 것으로, 천국에서 떨어져 악마가 된 천사, 루시퍼의 모습을 묘사했다. 현재 몽펠리에의 파브르 미술관에 소장되어 있다.

## 역사 및 설명
카바넬은 파리 보자르에 재학 중이던 1845년에 두 번째 로마 대상에서 우승하여, 몇 년 동안 이탈리아의 빌라 메디치로 이주하게 되었다. 카바넬은 메디치에 거주하는 다른 학생들과 마찬가지로, 로마에 머무는 동안 향상된 실력을 증명하기 위해 정기적으로 파리에 그림을 보내야 했는데, 이를 위해 그렸던 그림이 바로 1847년에 그린 《타락천사》이다. 카바넬은 프랑스 회화에서는 흔히 표현되지 않는 주제인 하늘에서 떨어져 악마가 되는 타락한 천사의 모습을 그렸다.
이 그림은 신에 의해 천국에서 추방된 천사를 묘사하고 있으며, 슬픔에 잠긴 루시퍼가 손을 모은 채 눈에서 눈물을 흘리고 있는 모습을 보여준다. 그는 벌거벗은 채로 바위에 기대어 누워 있고, 뒤로는 천사들이 하늘 위를 날아다니며 하나님의 영광을 보여주고 있다.

## 분석

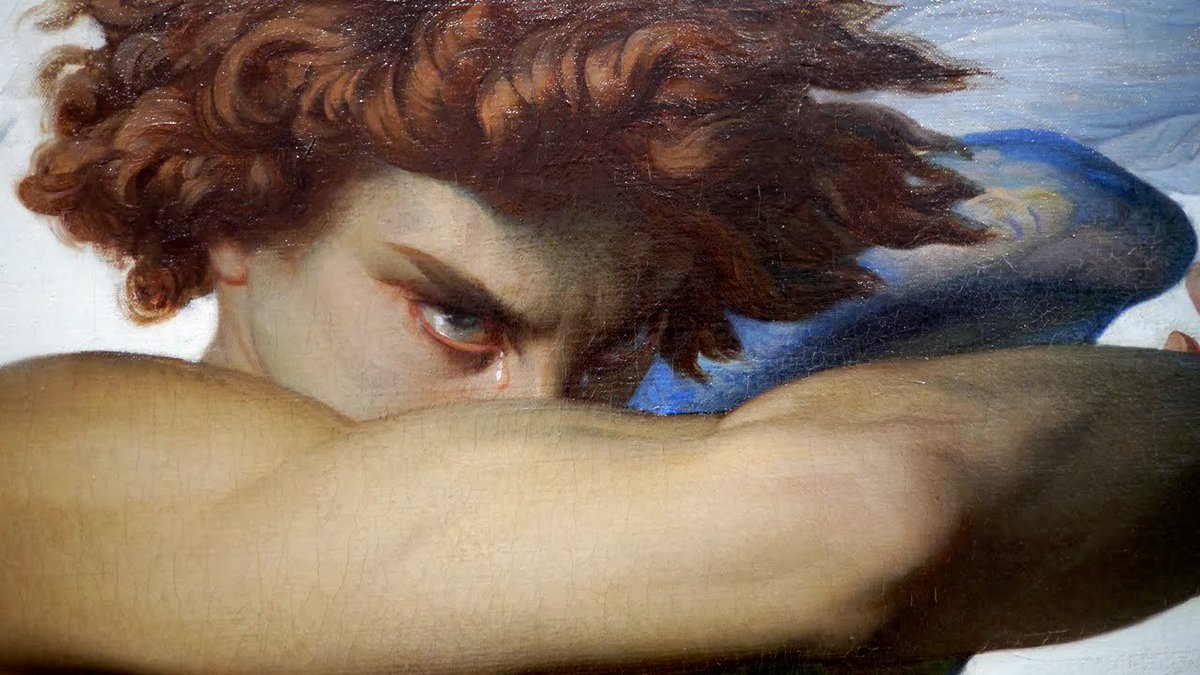
눈물을 흘리고 있는 루시퍼의 세부 모습

《타락천사》는 낭만주의 작품으로, 알몸의 잘생긴 청년으로 묘사된 루시퍼는 두 손을 꽉 쥐고 누워 있고 얼굴은 팔로 약간 가려져 있다. 그의 날개는 어깨 부분은 대체로 흰색을 띠며 파란색과 금색이 섞여 있고, 주요 날개 부분은 어두운 전경과 어우러지는 진한 짙은 남색을 띠고 있다. 가시가 있는 덩굴이 그의 다리 뒤와 발 근처로 뻗어 있다. 하늘에는 세부 묘사가 덜 된 수많은 천사들이 루시퍼가 바라보는 방향과 같은 곳을 향해 날아가고 있다. 루시퍼는 팔 뒤에서 분노에 찬 눈빛으로 눈물을 흘리며 노려보고 있다.

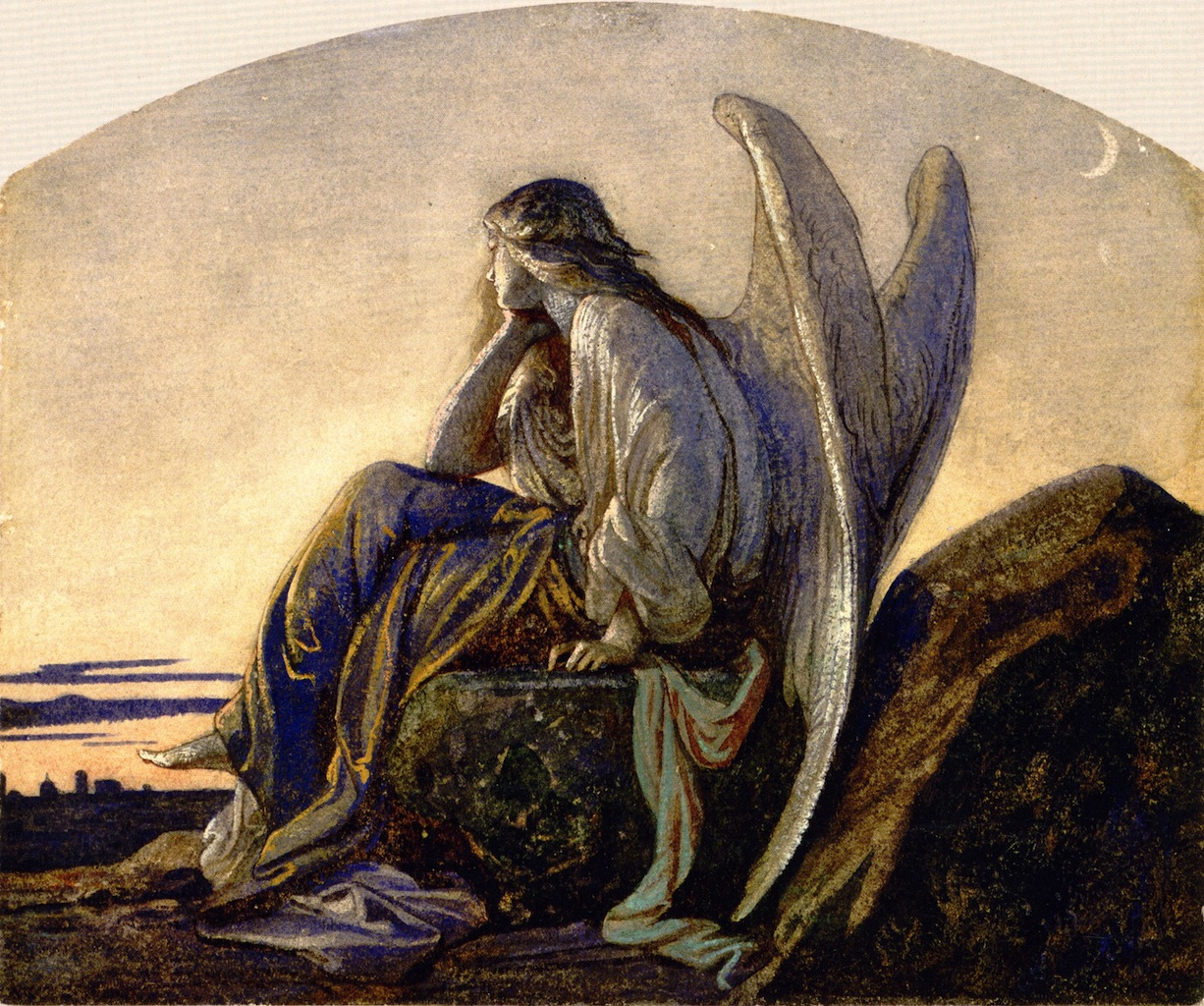
《저녁의 천사》, 알렉상드르 카바넬, 1848년, 파브르 미술관

로마에서 카바넬은 타락한 천사라는 주제에 관해 오랫동안 묵상했다. 그는 1년 후인 1848년에 과슈로 《저녁의 천사》를 그렸다. 이 작품에서 천사의 큰 드레이프를 입은 채 시선은 정면을 향하지 않고 옆을 향하여 턱을 괴고 있다.